# باربي واخواتها في حكاية المهر
باربي واخواتها في حكاية المهر (بالإنجليزية: Barbie & Her Sisters in A Pony Tale)‏ هو فيلم تم إنتاجه في كندا والولايات المتحدة وصدر في سنة 2013.

## القصة
باربي واخواتها يسافرن إلى مزرعة عمتهن للخيول وتسمع باربي عن قصة الحصان الاسطوري ذو العرف الزهري ثم تراه عالقا بين الصخور وتساعده و يصير صديقها ثم تقرر هي واخواتها الاشتراك في المسابقات السنوية للخيول من اجل إنقاذ مزرعة العمة.

## وصلات خارجية
- باربي واخواتها في حكاية المهر على موقع IMDb (الإنجليزية)
- باربي واخواتها في حكاية المهر على موقع روتن توميتوز (الإنجليزية)
- باربي واخواتها في حكاية المهر على موقع نتفليكس (الإنجليزية)
- باربي واخواتها في حكاية المهر على موقع ألو سيني (الفرنسية)
- باربي واخواتها في حكاية المهر على موقع أول موفي (الإنجليزية)
- باربي واخواتها في حكاية المهر على موقع فيلمافينيتي (الإسبانية)
- باربي واخواتها في حكاية المهر على موقع قاعدة بيانات الفيلم (الإنجليزية)
- باربي واخواتها في حكاية المهر على موقع ليتربوكسد (الإنجليزية)
- باربي واخواتها في حكاية المهر على موقع كينوبويسك (الروسية)